# Saint-Martinien
Saint-Martinien è un comune francese di 635 abitanti situato nel dipartimento dell'Allier della regione dell'Alvernia-Rodano-Alpi.

## Società

### Evoluzione demografica
Abitanti censiti